# Мацуе
35°28′0″ пн. ш. 133°3′0″ сх. д. / 35.46667° пн. ш. 133.05000° сх. д.
Мацуе (яп. 松江市 Мацуе-сі) — місто в Японії та адміністративний центр префектури Сімане. Площа міста становить 530.28 (1 жовтня 2008), населення — 195040 осіб (1 січня 2009).

## Географія

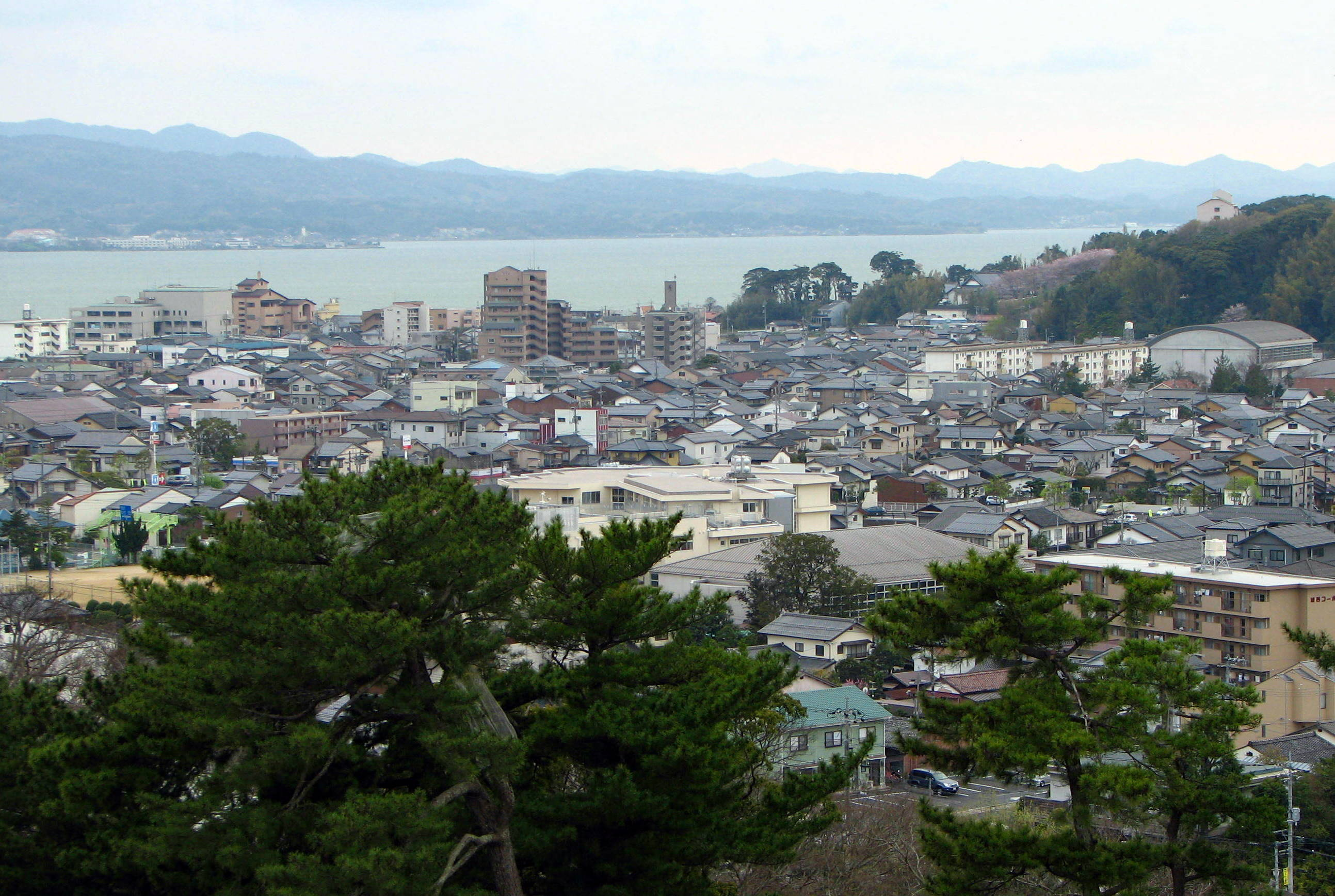
Вид на Мацуе та озеро Сіндзі

Місто Мацуе знаходиться в західній частині острова Хонсю на узбережжі Японського моря в регіоні Тюґоку.
Поряд із містом розташоване озеро Сіндзі, сьоме за величиною прісноводне озеро Японії. Озеро поєднане з Японським морем озером Накаумі, через котре до озера Сіндзі попадає значна кількість морської води. Завдяки цьому в озері Сіндзі живе рідкий молюск корбікура, який є предметом промислу рибалок та однією зі смачних «пам'яток» префектури Сімане.
Через близькість міста до моря та озера його часто називають «місто на воді». Мацуе також є портовим містом.

### Клімат
Місто знаходиться у зоні, котра характеризується вологим субтропічним кліматом. Найтепліший місяць — серпень із середньою температурою 25.6 °C (78 °F). Найхолодніший місяць — січень, із середньою температурою 2.8 °С (37 °F).
| Клімат Мацуе            | Клімат Мацуе | Клімат Мацуе | Клімат Мацуе | Клімат Мацуе | Клімат Мацуе | Клімат Мацуе | Клімат Мацуе | Клімат Мацуе | Клімат Мацуе | Клімат Мацуе | Клімат Мацуе | Клімат Мацуе | Клімат Мацуе |
| Показник                | Січ.         | Лют.         | Бер.         | Квіт.        | Трав.        | Черв.        | Лип.         | Серп.        | Вер.         | Жовт.        | Лист.        | Груд.        | Рік          |
| Середній максимум, °C   | 7            | 8            | 11           | 17           | 22           | 25           | 29           | 31           | 26           | 21           | 16           | 10           | 18           |
| Середня температура, °C | 3            | 4            | 7            | 12           | 17           | 21           | 25           | 26           | 22           | 16           | 11           | 6            | 14           |
| Середній мінімум, °C    | 0            | 0            | 2            | 7            | 12           | 17           | 22           | 23           | 18           | 12           | 7            | 2            | 10           |
| Норма опадів, мм        | 177          | 153          | 126          | 119          | 149          | 209          | 279          | 143          | 213          | 122          | 125          | 132          | 1947         |
| ----------------------- | ------------ | ------------ | ------------ | ------------ | ------------ | ------------ | ------------ | ------------ | ------------ | ------------ | ------------ | ------------ | ------------ |
| Джерело: Weatherbase    |              |              |              |              |              |              |              |              |              |              |              |              |              |

## Пам'ятки

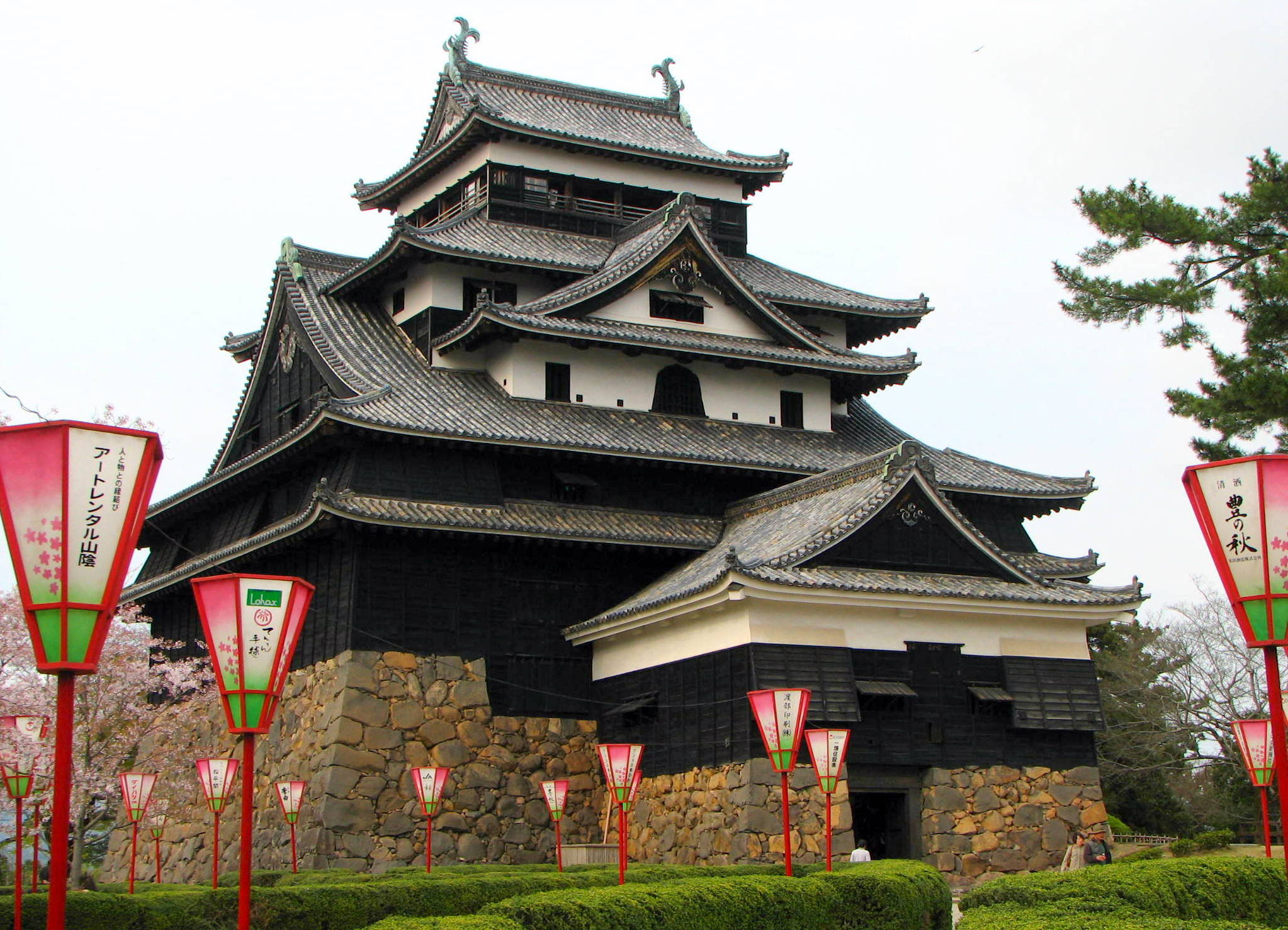
Замок Мацуе

Визначною пам'яткою міста є Замок Мацуе, один з найдавніших збережених замків Японії. Замок був збудований в 1611 році, він пофарбований в чорний колір, тому його називають «чорним замком». Він оточений численними каналами та старовинним парком. Замок захоплено описував у своїх творах ірландський письменник та журналіст Лафкадіо Гірн, що жив у місті близько року. Навколо замку в парку багато галявин, які в дні цвітіння сакури є улюбленим місцем відпочинку містян. Коли в парку квітнуть дерева сакури на галявинах влаштовують пікніки з розпиттям саке та вигадують вірші хайку. Восени на великій галявині перед замком проводиться вистава-конкурс хризантем.
Неподалік від замку знаходиться Самурайський квартал з декількома збереженими будинками самураїв, чайними будиночками та ландшафтними садами.
Можна відвідати також історичний музей Мацуе та будинок Лафкадіо Гірна.

## Промисловість та торгівля
Економіку міста складає виробництво товарів широкого споживання, а також рибальство.

## Освіта
- Університет Мацуе

## Транспорт
- автомобільне сполучення
- залізничне сполучення
- порт Мацуе

## Міста-побратими
- Новий Орлеан, США
- Дублін, Ірландія
- Ханчжоу, Китай
- Чинджу, Південна Корея